# Telupid

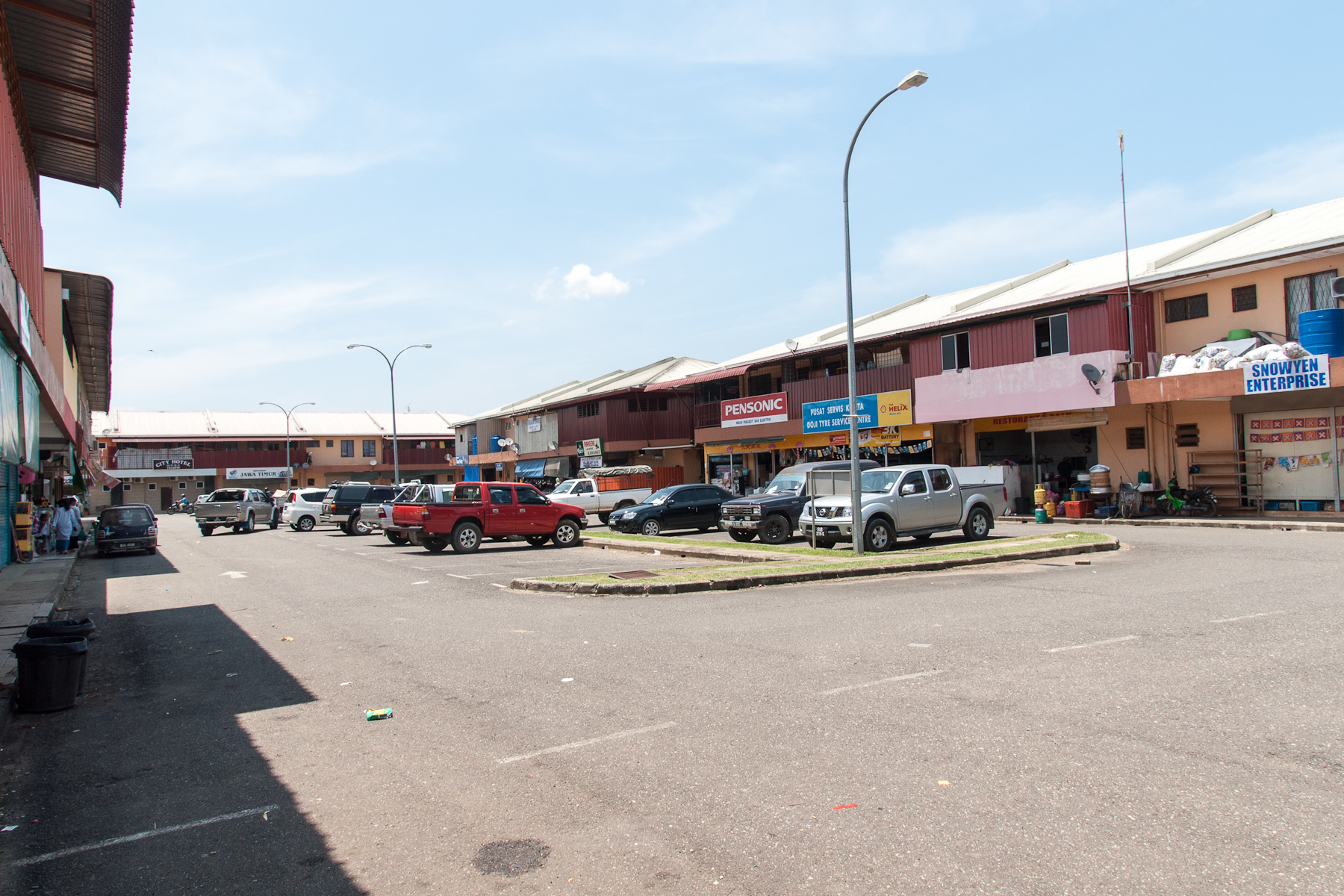
Stadtmitte mit Ladengeschäften

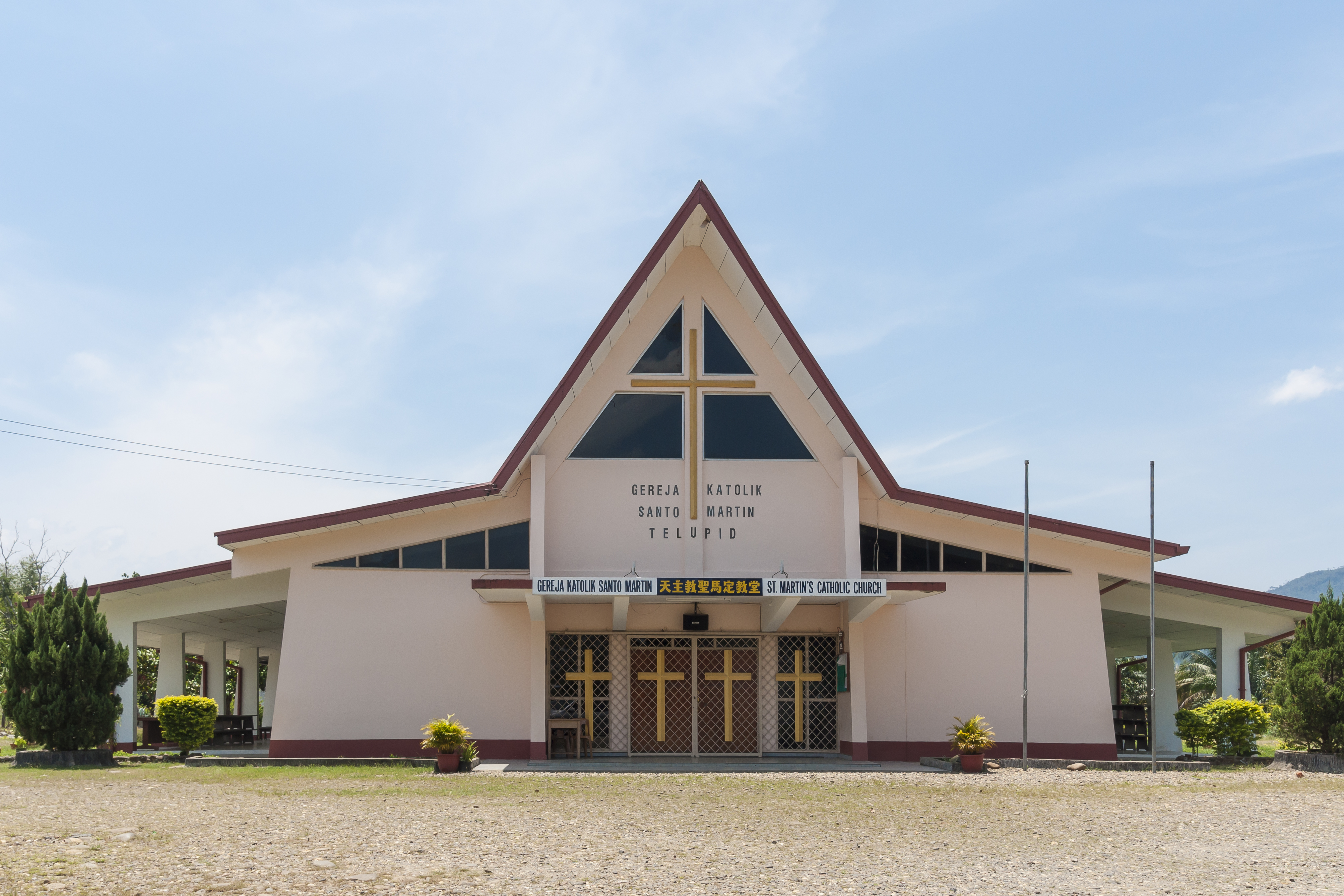
Katholische Kirche St. Martin

Telupid ist eine Kleinstadt und ein Unterdistrikt in Sabah, Malaysia. Telupid liegt 123 Kilometer westlich von Sandakan und gehört zum Distrikt Beluran in der Sandakan Division.

## Geschichte
Der Unterdistrikt Telupid wurde am 1. Juli 1977 gegründet. Die Leitung hatte anfangs ein Assistant District Officer mit vier Mitarbeitern. Am 1. Juli 1993 wurde mit dem Bau eines neuen Verwaltungsgebäudes begonnen. Es wurde am 16. August 1996 durch den Minister für ländliche Entwicklung, Datuk Yahya Bin Hussin, eingeweiht. Mittlerweile besteht die Verwaltung aus einem Assistant Distrikt Officer und 19 Mitarbeitern.

## Demographie
Laut Bevölkerungsstatistik von 2010 hat die Kleinstadt Telupid 3.237 Einwohner, überwiegend Dusun (60 %). Die übrigen Einwohner des Unterdistrikts – etwa 10.000 Personen – verteilen sich auf die Dörfer und Siedlungen.

## Gliederung
Zu Telupid gehören der
- Mukim Ulu Labuk mit den Siedlungen Kopuron (788), Lumou (550), Taviu (438), Wonod (977), Melapi (274), Tapaang (341), Telupid Batu 4 (439), Gading/Pekan (720) und der
- Mukim Liwogu mit den Siedlungen Gambaron (604), Bauto (713), Leninkung (350), Buis (323), Berayong (250), Kiabau (332), Ansuan (456) und Baba (165).

Die Zahlen in Klammern geben die Anzahl der Einwohner wieder.
Die Palmölplantage von Pamol bildet mit seinen 17 Siedlungen (Bayok, Tagas-Tagas, Lumantik, Kamansi, Tolungan Tongod, Kokos, Cenderamata, Botition, Basinti Baru, Basinti Lama (Dorom-Dorom), Basai Baru, Rungus Baru, Lintabung Darat, Timbulus, Dampiron, Monopod) einen eigenen mukim und wird von Telupid aus mitverwaltet.

## Infrastruktur
Telupid ist über die zweispurige A4 (Tuaran-Sandakan) an das Fernstraßennetz von Sabah angeschlossen. Der Flughafen Telupid, ein Flugplatz für Leichtflugzeuge wurde 1983 geschlossen.